# Syndrome pulmonaire à hantavirus
Pour les articles homonymes, voir HPS.
 Mise en garde médicale
Le syndrome pulmonaire à hantavirus  (HPS, pour l'anglais hantavirus pulmonary syndrome) est l'un des deux syndromes potentiellement mortels dus à une zoonose provoquée par un virus du genre Orthohantavirus. Les virus en cause sont le virus du canal Black Creek (BCCV), le virus de New York (NYV), le virus sin nombre (SNV) et certains autres membres du genre Orthohantavirus qui sont endémiques aux États-Unis et au Canada. Des rongeurs spécifiques sont les principaux hôtes des hantavirus, C'est le rat hispide du coton (Sigmodon hispidus) au Sud de la Floride, qui est le principal hôte du virus de Black Canal Creek,. La souris sylvestre (Peromyscus maniculatus) au Canada et à l'Ouest des États-Unis est l'hôte principal du virus sin nombre,. La souris à pattes blanches (Peromyscus leucopus) dans l'Est des États-Unis est le principal hôte du virus New York.

## Épidémiologie

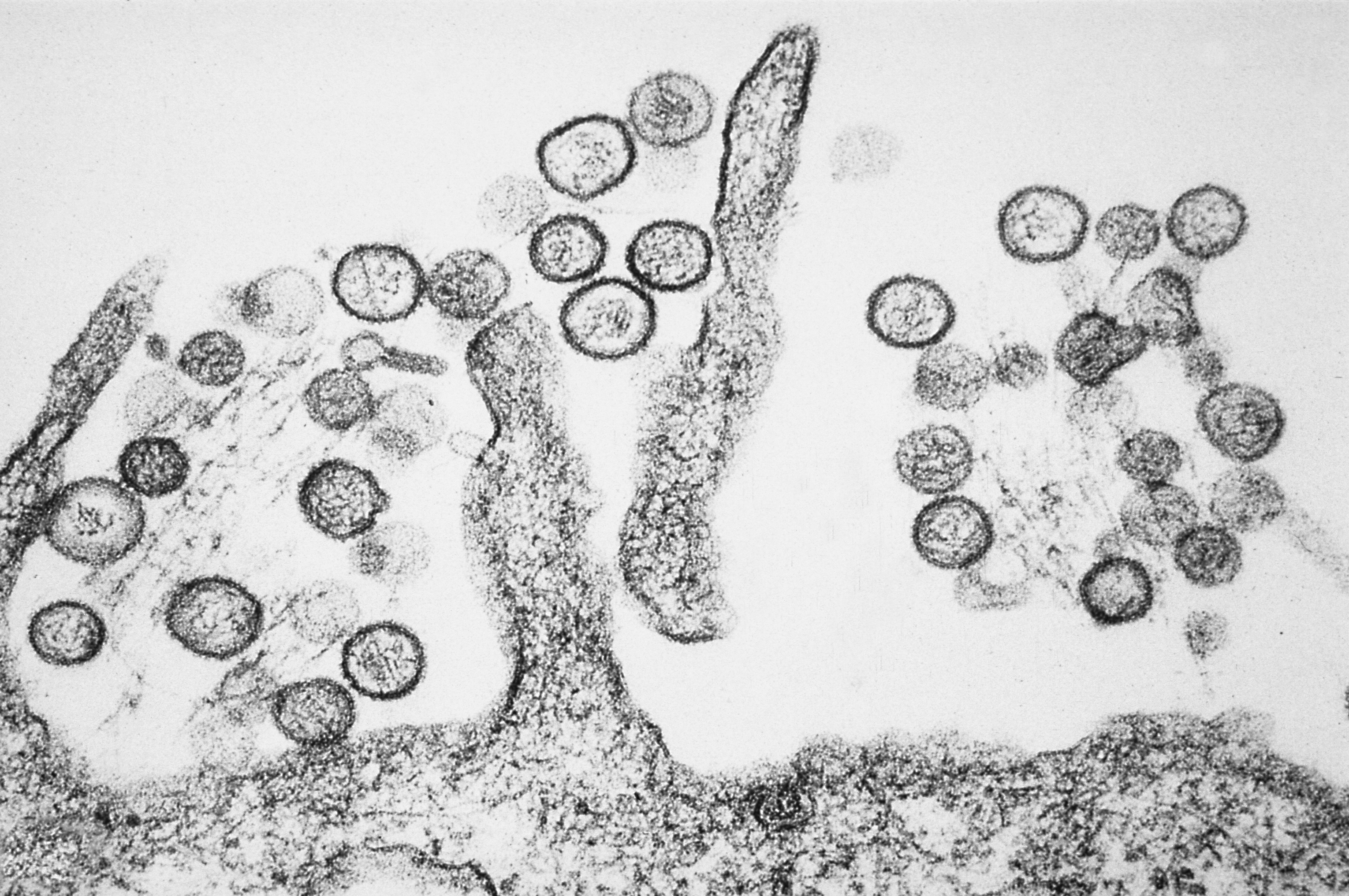
Virions du virus sin nombre observés au microscope électronique à transmission.

Le syndrome pulmonaire à hantavirus a été identifié lors de l'épidémie de Four Corners au sud-ouest des États-Unis en 1993. Il a été identifié aux États-Unis par le Dr Bruce Tempest. Il a été initialement appelé « maladie de Four Corners », mais le nom a été changé en sin nombre (« sans nom » en espagnol) après que des Amérindiens se sont plaints que le nom « Four Corners » stigmatisait la région.

## Transmission

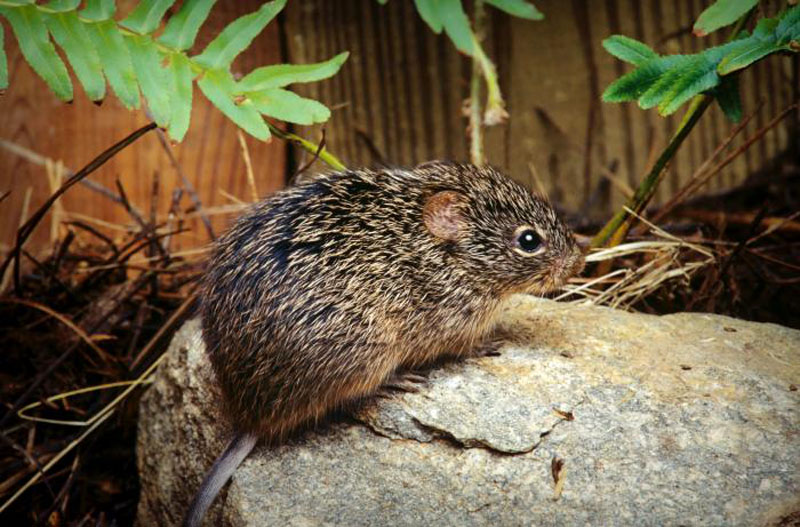
Lhispid cotton rat, endémique au sud de la Floride, est le porteur du virus du canal de Black Creek.

La transmission par aérosol d'excréments de rongeurs reste le seul moyen connu de transmission du virus à l'homme. En général, les gouttelettes et / ou la transmission par un vecteur passif n'a pas été démontré pour les hantavirus ni dans la forme pulmonaire ni dans la forme hémorragique,.

## Signes et symptômes
Les prodromes associent des symptômes pseudogrippaux tels que la fièvre, la toux, les myalgies, les céphalées, la léthargie et la dyspnée, qui évolue rapidement vers une insuffisance respiratoire aigüe. Elle est caractérisée par l'apparition soudaine d'une dyspnée qui évolue rapidement en œdème pulmonaire, elle est souvent fatale, malgré l'assistance respiratoire et l'injection de diurétiques puissants. Le taux de létalité est de 30 à 60 %.

## Traitement
Il n'existe aucun remède ou vaccin pour le HPS. Le traitement est uniquement symptomatique, réanimation avec ventilation mécanique avec de l'oxygène pendant la phase respiratoire critique. Le diagnostic précoce et l'admission dans un service de soins intensifs permet un meilleur pronostic.

## Prévention
La lutte contre les rongeurs dans la maison et dans l'environnement des logements demeure la meilleure stratégie de prévention primaire, ainsi que l'élimination du contact avec des rongeurs en milieu de travail et dans les campings. Les hangars et les locaux de stockage fermés sont souvent des sites idéaux pour les infestations de rongeurs. Il est recommandé d'aérer ces espaces avant utilisation, d'éviter le contact direct avec les excréments de rongeurs et de porter un masque pendant le nettoyage de ces zones pour éviter l'inhalation des sécrétions de rongeurs en aérosol.